# Федотовский сельсовет (Московская область)
Федотовский сельсовет — упразднённая административно-территориальная единица, существовавшая на территории Московской губернии и Московской области до 1934 года.
Федотовский сельсовет был образован в первые годы советской власти. По данным 1918 года он входил в состав Колыберовской волости Коломенского уезда Московской губернии
В 1922 году к Федотовскому с/с был присоединён Кривякинский сельсовет, но уже 25 октября 1925 года он вновь был выделен из его состава.
По данным 1926 года в состав сельсовета входили деревня Федотово, а также железнодорожные будки 90 и 91 километра.
В 1929 году Федотовский с/с был отнесён к Воскресенскому району Коломенского округа Московской области.
7 января 1934 года Федотовский с/с был упразднён, а его территория включена в состав новообразованного рабочего посёлка Воскресенский.